# ジェッサーテ
ジェッサーテ（伊: Gessate）は、イタリア共和国ロンバルディア州ミラノ県にある、人口約8,900人の基礎自治体（コムーネ）。

## 地理

### 位置・広がり

#### 隣接コムーネ
隣接するコムーネは以下の通り。
- ベッリンツァーゴ・ロンバルド
- カンビアーゴ
- ゴルゴンゾーラ
- インザーゴ
- マザーテ
- ペッサーノ・コン・ボルナーゴ

### 地震分類
イタリアの地震リスク階級 (it) では、3 に分類される
。